# معبد النار باكو
معبد النار آتشكاه (بالأذرية: Atəşgah məbədi)‏ هو معبد نار في مدينة باكو عاصمة أذربيجان.
استُخدم معبد النار آتشكاه كمكان للعبادات الهندوسية والسيخية (من قبل السياح الهنود) والزرادشتية (من قبل السياح الإيرانيين) بناءً على النقوش الفارسية والهندية، فكلمة «آتش» (بالفارسية: آتش) هي كلمة فارسية معناها نار. تم بناء المجمع الخماسي الذي يحتوي على فناء محاط بخلايا للرهبان ومذبح رباعي الأضلاع في الوسط خلال القرنين السابع عشر والثامن عشر. تم التخلي عنها في أواخر القرن التاسع عشر، ربما بسبب تضاؤل عدد السكان الهنود في المنطقة. انطفأت الشعلة الأبدية الطبيعية في عام 1969، بعد ما يقرب من قرن من استغلال البترول والغاز في المنطقة، لكنها الآن تضاء بواسطة أنابيب الغاز من المدينة المجاورة.

## التاريخ
بُني معبد النار آتشكاه الحالي الواقع على بعد 35 كيلومترا عن العاصمة باكو من قبل التجار الهنود الزرادشتيين في القرنين السابع عشر والثامن عشر في مكان يشتعل فيه الغاز الطبيعي المتسرب إلى سطح الأرض. ويحمل معبد آتشكاه في جوهره إحدى الديانات القديمة للشعب الأذربيجاني وهي عبادة النار. وفي الأساطير الزرادشتية أن مكان النار مكان مقدس وكانت تخرج منه النار من 7 مواضع وتعود النقوش عليه. وكانت باكو خلال عهده مركزا ثقافياً ودينياً لشبه القارة الهندية الذين كانوا شركاء تجارة لأهل بحر قزوين وكانوا يمرون كثيرا على هذه المنطقة، وقد تحول المكان لمتحف منذ عام 1975 بعد سنوات من بناء محطات الغاز والبترول، ويزوره سنوياً 15 ألف شخص. كان المعبد مكان عبادة حتى سنة 1880. وبموجب قرار الرئيس الأذربيجاني إلهام علييف في 19 ديسمبر 2007 تم إنشاء المحمية الحكومية التاريخية المعمارية - معبد آتشكاه.
وبموجب قرار آخر في 1 يوليو 2009 بدأت أعمال إعادة بناء هذه المحمية. وقد تم ترشيحه لقائمة اليونسكو للتراث العالمي عام 1998، وأُعلن أثرًا تاريخيًا مهمًا في أذربيجان عام 2007.

## معرض صور

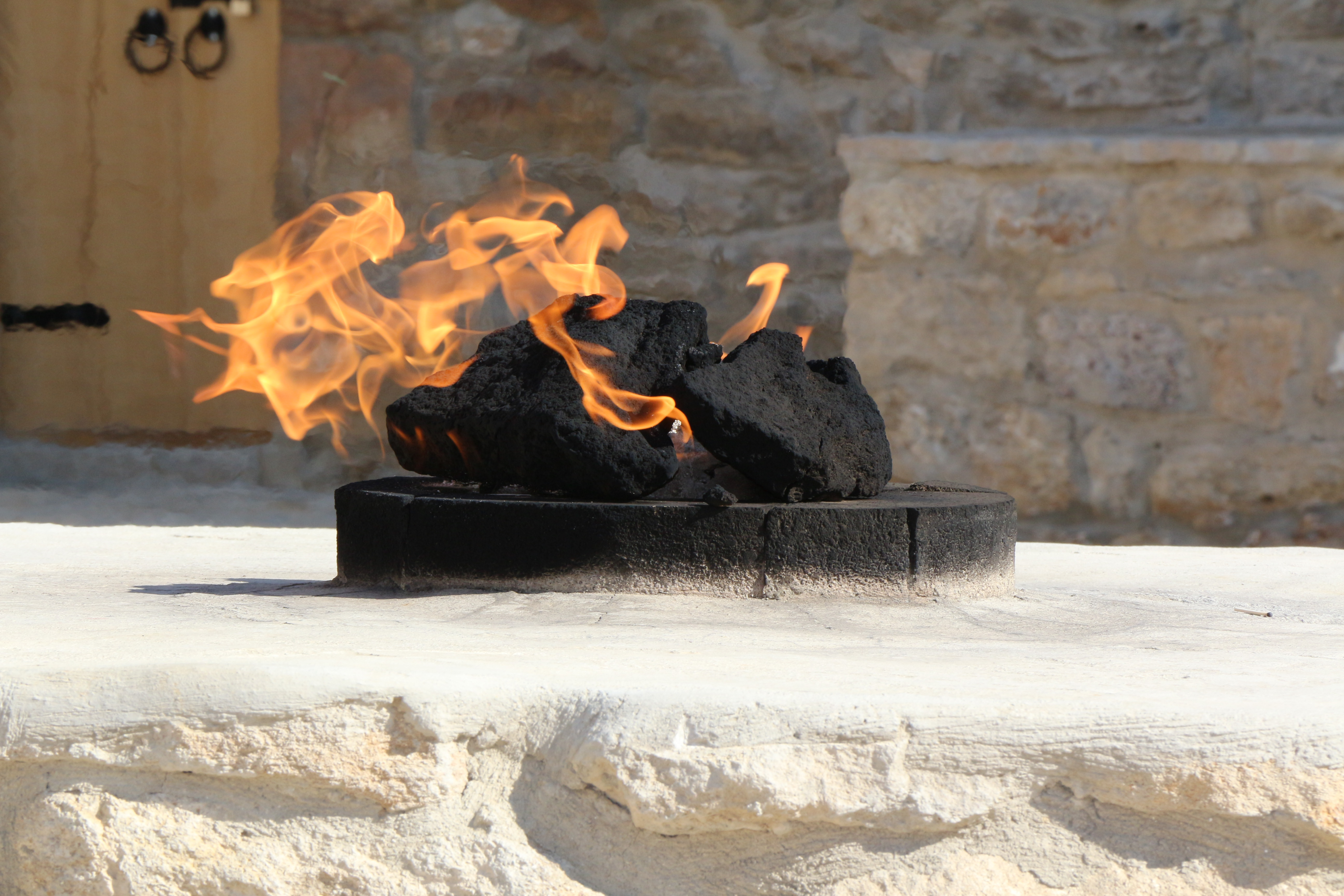
هيكل نظامي الكنجوي
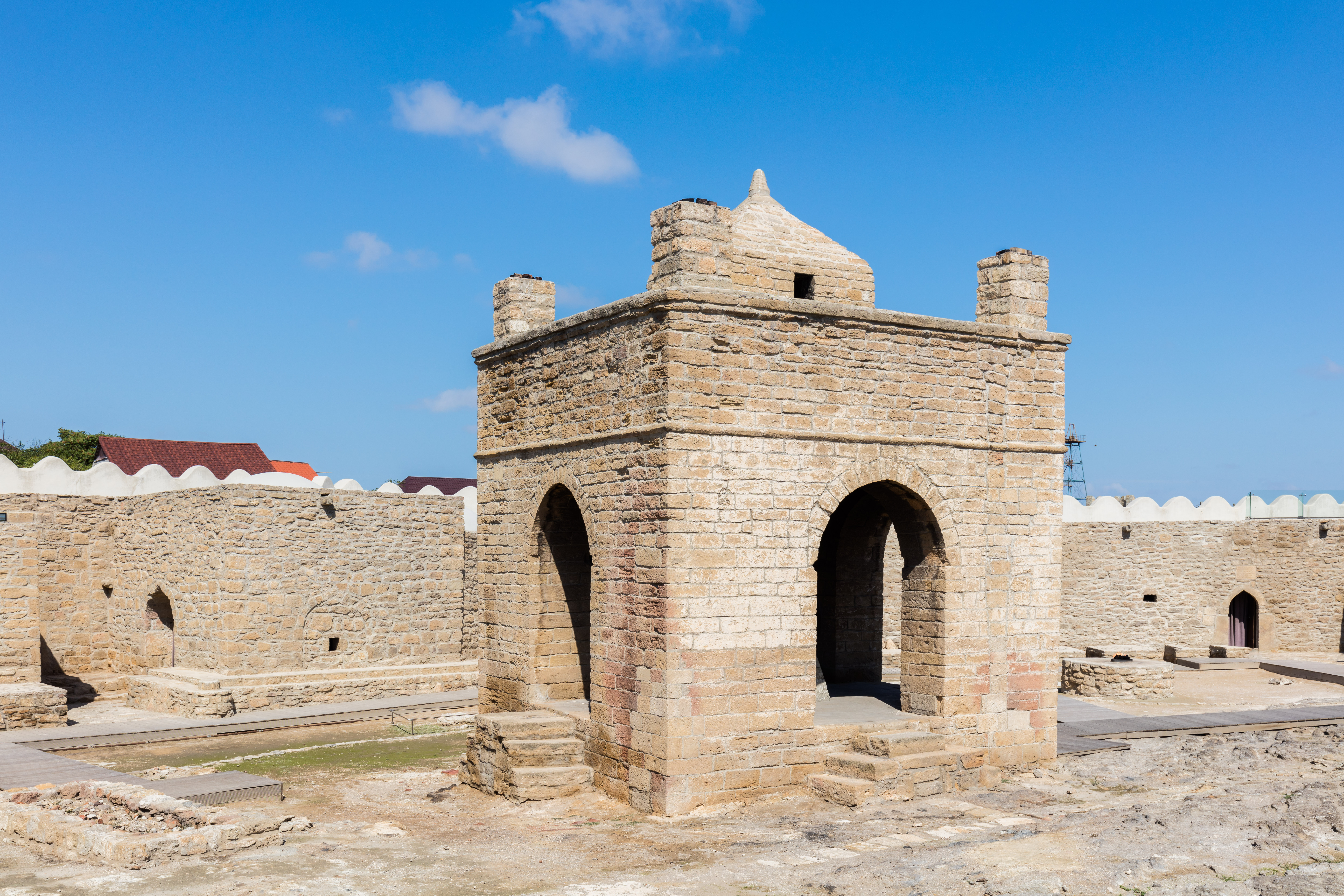
مركز للمعبد
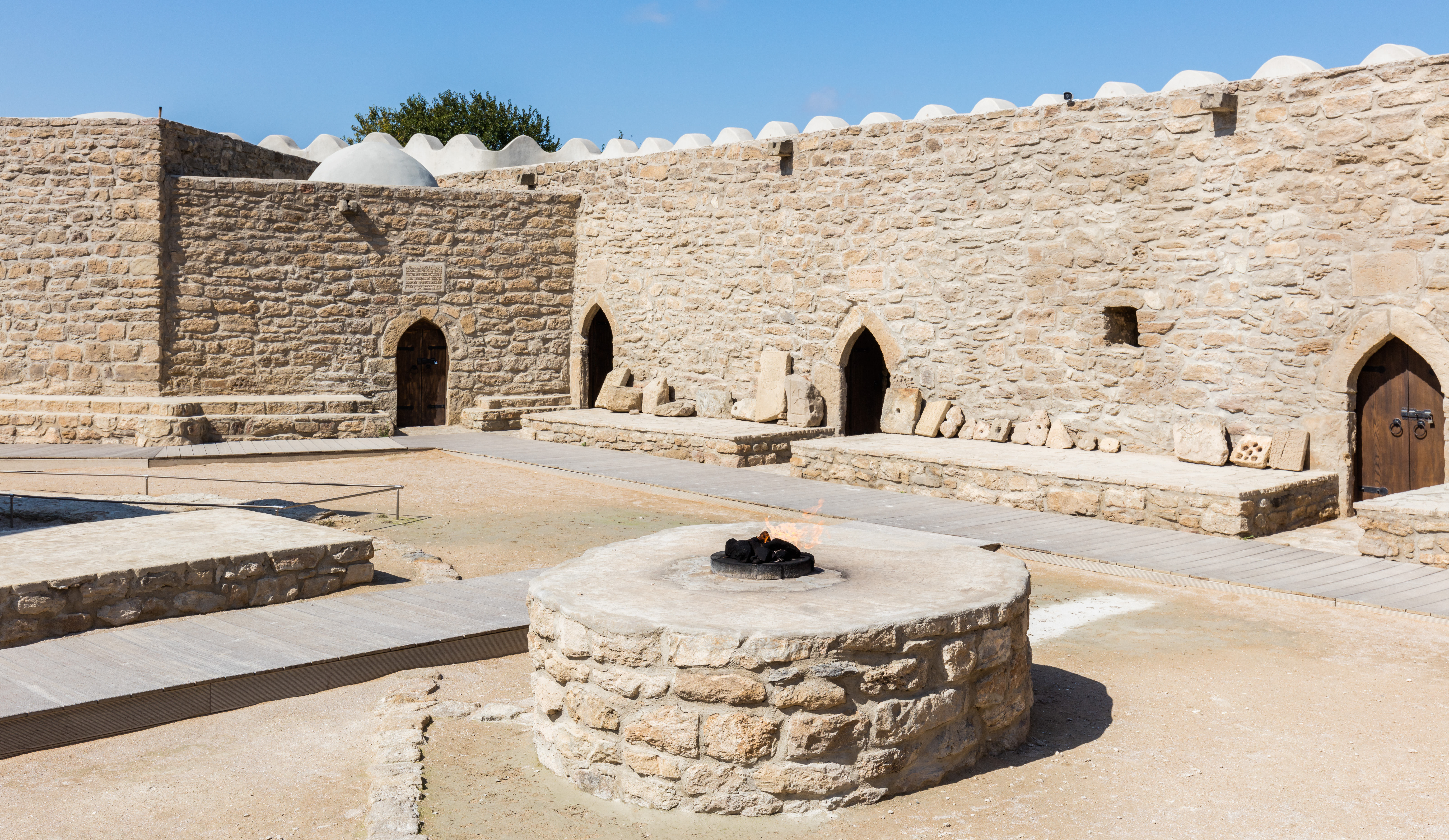
رؤية للمعبد في عام 2016
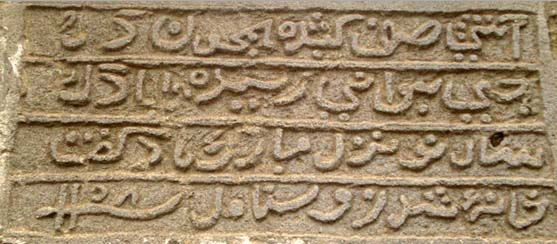
نقش فارسي في معبد النار آتشكاه
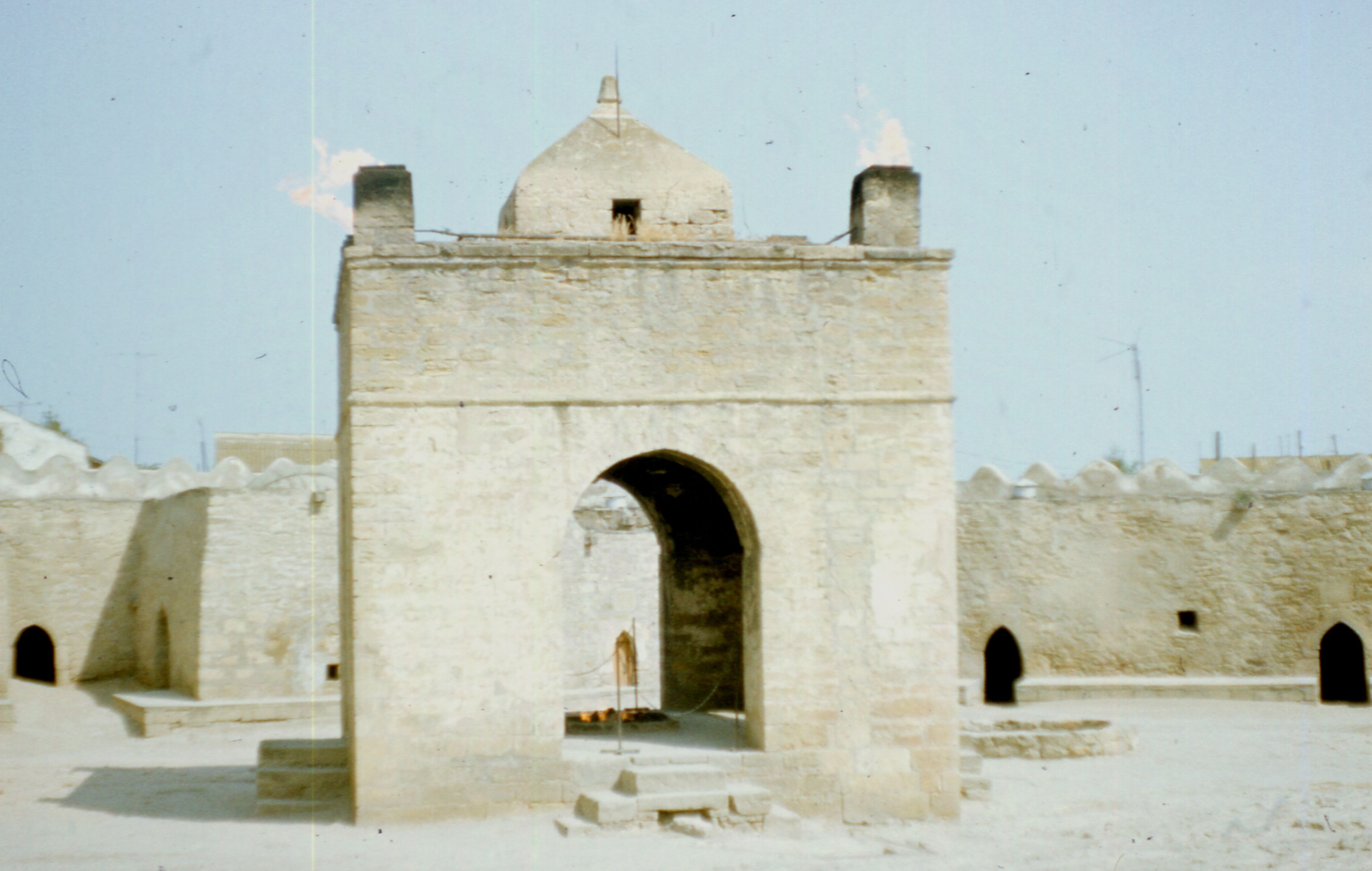
معبد النار آتشكاه في عام 1987
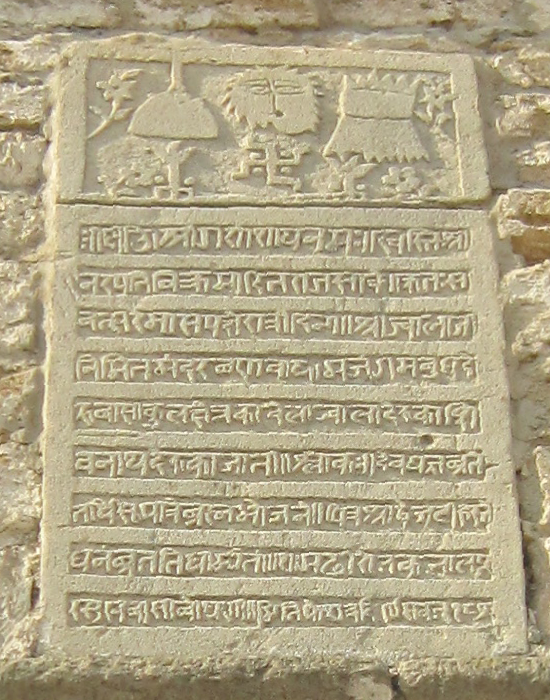
نقش سنسكريتي في معبد النار آتشكاه
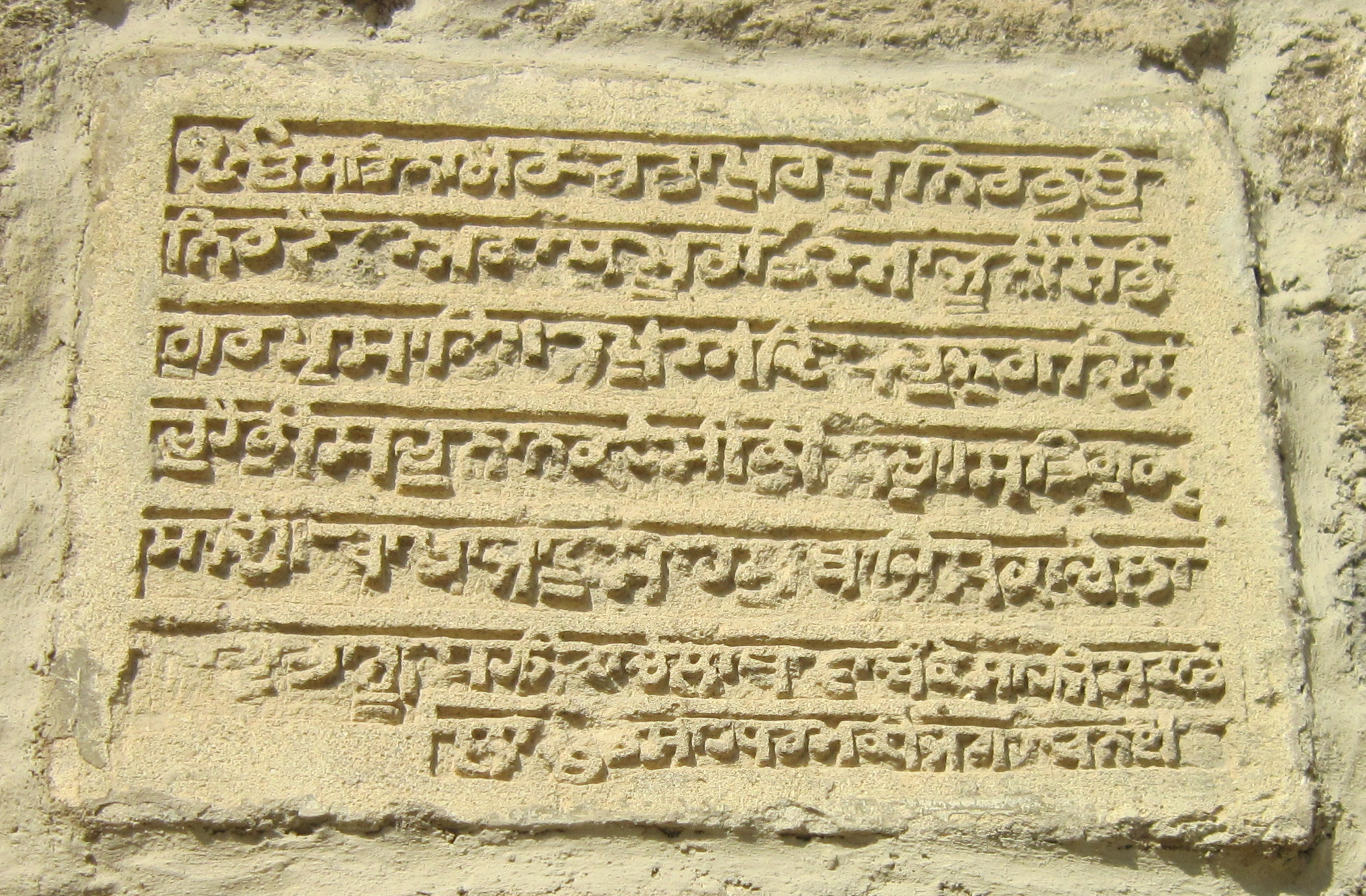
نقش بنجابي على باب آتشكاه